# وصول هتلر للسلطة

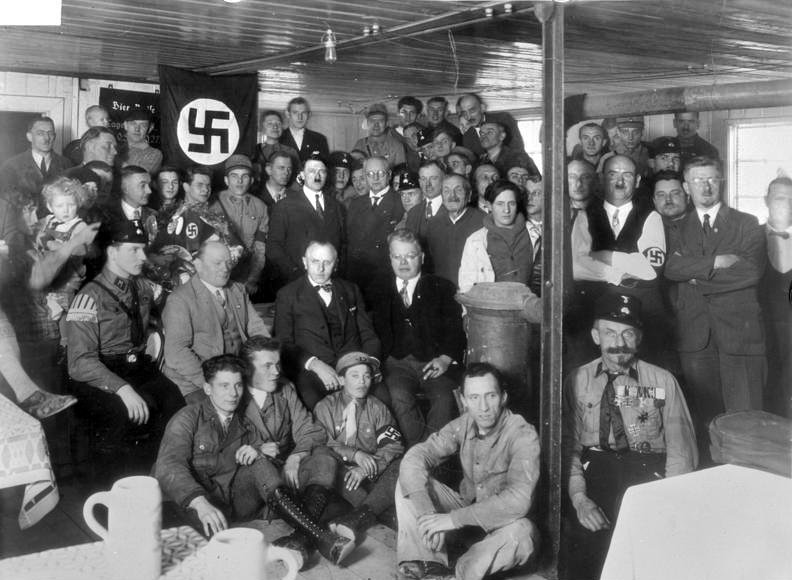
أحد اجتماعات حزب العمال الاشتراكي الوطني، وعقد في ديسمبر من عام 1930 ويظهر هتلر في المنتصف

ماتشرجريفونج أو وصول هتلر للسلطة هي الأحداث التي مهدت لأدولف هتلر الوصول إلى منصب مستشار ألمانيا في 30 يناير 1933 وهو ما جعله في أعلى منصب سياسي في ألمانيا، كانت نقطة التحول السياسي في حياة هتلر هي فترة الكساد العظيم الذي أصيبت به جمهورية فايمار (ألمانيا) في عام 1930. فلم تكن جذور جمهورية فايمار قد ترسخت تمامًا في المجتمع الألماني حيث واجهت معارضة صريحة من المحافظين الذين ينتمون لليمين السياسي (بما فيهم أنصار الحكم الملكي) والشيوعيين والنازيين. ولأن ولاء الأحزاب كان للنظام الديمقراطي، فقد وجدت الجمهورية التي كانت تعتمد على النظام البرلماني نفسها عاجزة عن الموافقة على إجراءات مضادة لهذه الديمقراطية. وهكذا، سقطت الحكومة الائتلافية وتم استبدالها بمجلس للوزراء يمثل الأقلية. وكان على المستشار الألماني الجديد - هاينريش برونينج - ممثل حزب الوسط الكاثوليكي الألماني الذي لم يستطع أن يفوز بأغلبية مقاعد البرلمان أن ينفذ إجراءاته الخاصة من خلال مراسيم طارئة يصدرها الرئيس. وبعد أن أجازت غالبية الأحزاب هذا التصرف، أصبح الحكم بموجب مرسوم رئاسي هو القاعدة التي سارت على نهجها سلسلة من البرلمانات التي لم يكن لها أثر فعال؛ الأمر الذي مهد الطريق أمام ظهور العديد من الحكومات التي تعمل تحت مظلة الاستبدادية.
وأدت معارضة الرايخستاج الأولية للإجراءات التي قام بها برونينج إلى إجراء انتخابات مبكرة في سبتمبر من عام 1930. وفقدت الأحزاب الجمهورية تمتعها بالفوز بغالبية الأصوات وكذلك أملها في الدخول مرةً أخرى في حكومة ائتلافية بينما انتعش الحزب النازي فجأة من الخمول النسبي الذي كان يتعرض له ليفوز بنسبة 18.3% من الأصوات وبعدد مائة وسبعة من مقاعد البرلمان. وأثناء ذلك، قفز الحزب النازي من مركزه السابق كتاسع أصغر حزب في المجلس الذي ينتمي إليه من مجلسي البرلمان إلى ثاني أكبر الأحزاب فيه.[بحاجة لمصدر]
وفي الفترة من سبتمبر إلى أكتوبر في عام 1930، كان هتلر شاهدًا رئيسيًا للدفاع في المحاكمة التي أجريت في لايبزيغ لاثنين من صغار الضباط في قوات الدفاع الوطنية الألمانية (بالألمانية: Reichswehr) لإتهامهم بالانتساب إلى عضوية الحزب النازي؛ وهو أمر كان محظورًا في تلك الفترة على العاملين في قوات الدفاع الوطنية الألمانية. واعترف الضابطان وهما الملازم أول ريشارد شيرينجر والملازم أول هانز لودين بمنتهى الصراحة بانتسابهم إلى عضوية الحزب النازي. واستندوا في دفاعهم إلى أن عضوية الحزب النازي لا ينبغي أن تكون محظورة على الأفراد الذين يخدمون في قوات الدفاع الوطنية الألمانية. وعندما حاول الإدعاء إقناع المحكمة بأن الحزب النازي يشكل قوة ثورية خطيرة تهدد البلاد، قام أحد المحامين في هيئة الدفاع وهو هانز فرانك باستدعاء هتلر إلى منصة الشهود لكي يثبت أن الحزب النازي يحترم سيادة القانون. وأثناء الإدلاء بشهادته، أصر هتلر على أن حزبه النازي عقد العزم على تقلد زمام الحكم بشكل قانوني وأن عبارة «ثورة وطنية» لا يمكن تفسيرها إلا «من منظور سياسي» وأن حزبه صديق وليس عدوًا لقوات الدفاع الوطنية الألمانية. وحاز هتلر بشهادته التي أدلاها في الخامس والعشرين من سبتمبر عام 1930 على إعجاب العديد من الضباط في سلك العسكرية من ذوي الرتب المختلفة.
وأسفرت إجراءات برونينج لدعم ميزانية الدولة والتقشف المالي الذي انتهجه عن تحسن اقتصادي بسيط ولكنها قوبلت بمعارضة شديدة من الشعب الألماني. وفي ظل هذه الظروف، توجه هتلر بالمناشدة والاستغاثة لجمهور المزارعين الألمان وقدامى المحاربين وأفراد الطبقة الوسطى الذين عانوا كثيرًا تحت وطأة التضخم المالي الذي حدث في العشرينيات والبطالة الناتجة عن الكساد الاقتصادي.[بحاجة لمصدر]
وفي سبتمبر من عام 1931، تم العثور على جثة ابنة شقيقة هتلر جيلي راوبال في غرفة نومها في شقته بميونيخ. وكشفت التحريات عن موتها منتحرة (وقد كانت أخته غير الشقيقة انجيلا وابنتها جيلي تعيشان معه في ميونيخ منذ عام 1929). وكانت جيلي، التي كان يعتقد أنها على علاقة عاطفية بهتلر، أصغر منه بتسعة عشر عامًا، ويقال إنها قتلت نفسها بمسدسه. وتعتبر وفاة ابنة أخته مصدرًا لألم عميق ودائم في نفس هتلر.
وفي عام 1932، عقد هتلر العزم على ترشيح نفسه أمام الرئيس الطاعن في السن باول فون هيندنبرج في الانتخابات الرئاسية المقررة. وبالرغم من أن هتلر كان قد ترك النمسا في عام 1913، فإنه لم يكن قد حصل حتى ذلك الوقت على الجنسية الألمانية؛ ومن ثم لا يمكنه ترشيح نفسه لشغل أي منصب عام. ومع ذلك، وفي فبراير قامت حكومة ولاية دوقية براونشفايغ لونيبورغ التي كان الحزب النازي مشتركًا فيها بتعيين هتلر في منصب إداري صغير ومنحته الجنسية باعتباره مواطنًا ينتمي إليها رسميًا في الخامس والعشرين من فبراير في عام 1932. وفي هذه الأيام، كان للولايات الألمانية الحق في منح الجنسية للمواطنين. وهكذا، حصل هتلر تلقائيًا على الجنسية الألمانية وأصبح مؤهلاً لخوض الانتخابات الرئاسية.[بحاجة لمصدر]
وقام المواطن الألماني الجديد بترشيح نفسه ضد هيندنبرج الذي نال دعم قطاع عريض من المنادين بالقومية الرجعيين وأنصار الحكم الملكي والكاثوليكيين وأنصار الحكم الجمهوري وحتى الأحزاب الاجتماعية الديمقراطية. وتواجد على ساحة الانتخابات أيضًا أحد المرشحين من ذوي الانتماء الشيوعي وكذلك عضو يميني ينتمي لجماعة ذات آراء متطرفة. وتم إطلاق اسم «هتلر فوق ألمانيا» (بالألمانية: Hitler über Deutschland) على حملة هتلر الانتخابية. وأشار هذا الاسم إلى معنيين حيث أشار إلى طموحات هتلر الديكتاتورية من جهة، وإلى تلك الحقيقة التي تشير إلى أنه أدار حملته متنقلاً في سماء ألمانيا من جهة أخرى. وكان هذا الأمر بمثابة تكتيك سياسي جديد تمكن هتلر من خلاله من مخاطبة الشعب الألماني في مدينتين خلال يوم واحد، وهو تكتيك لم يسمع به أحد قبل ذلك الوقت. وجاء هتلر في المركز الثاني في جولتي الانتخابات حاصلاً على أكثر من خمسة وثلاثين بالمائة من نسبة الأصوات خلال الجولة الانتخابية الثانية التي أجريت في أبريل. وبالرغم من حسم نتائج الانتخابات لصالح هيندنبرج، فإنها قد وضعت هتلر كمنافس حقيقي لا يمكن إغفال وجوده على الساحة السياسية في ألمانيا.[بحاجة لمصدر]

## وزارتي بابن وشلايخر
متأثراً بالمحيطين به من بطانة المستشارين غير الرسميين، أصبح هيندنبرج ينفر بشكل متزايد من برونينج ويدفع مستشار دولته إلى أن يوجه دفة حكومته في اتجاه محدد يعتمد على فكرة الاستبدادية وكذلك على أفكار الاتجاه اليميني. حتى انتهى بوزارة برونينج إلى تقديم استقالتها في مايو من عام 1932.
وتم تعيين النبيل فرانز فون بابن مستشارًا للبلاد ليترأس «مجلس وزراء البارونات (لقب من ألقاب النبلاء)» وكان بابن يميل إلى الحكم الاستبدادي، ولأن حزب الشعب الوطني الألماني المحافظ (DNVP) كان هو الحزب الوحيد الذي يؤيد إدارة بابن من بين أحزاب الرايخستاج فقد دعا بابن على الفور إلى عقد انتخابات جديدة في يوليو. وأثناء هذه الانتخابات، تمكن النازيون من تحقيق أعظم إنجازاتهم التي استطاعوا تحقيقها حتى ذلك الوقت
عندما فازوا بمائتين وثلاثين مقعد ليصبحوا بذلك أكبر الأحزاب تمثيلاً في الرايخستاج.
ولإدراكه إنه من غير الممكن أن يتم تشكيل حكومة مستقرة دون دعم الحزب النازي، حاول بابن أن يقنع هتلر أن يصبح نائب المستشار الألماني ويدخل حكومة جديدة على أساس برلماني. وبالرغم من ذلك، فإن هتلر لم يكن ليرضى بأقل من منصب المستشارية نفسه. وحاول هتلر أن يمارس المزيد من الضغط على بابن بالدخول في مفاوضات موازية مع حزب الوسط - وهو الحزب الذي كان بابن ينتمي إليه في السابق - الذي كان يميل إلى إسقاط حكم بابن المرتد عنه. وفي هذين الخطين المتوازيين من المفاوضات، طلب هتلر - بصفته رئيسًا للحزب الأقوى - أن يتولى منصب المستشار، ولكن باول فون هيندنبرج رفض بإصرار أن يقوم بتعيين «وكيل عريف بوهيمي» في منصب المستشارية.
وبعد التصويت على حجب الثقة عن حكومة بابن، تم حل الرايخستاج بتأييد من نسبة أربعة وثمانين بالمائة من نوابه، وتمت الدعوة إلى إجراء انتخابات جديدة في نوفمبر. وفي هذه المرة، فقد النازيين بعضًا من مقاعدهم ولكنهم احتفظوا بوضعهم كأكبر حزب في الرايخستاج بحصولهم على نسبة 33.1 ٪ من الأصوات.
وبعد أن فشل بابن في الحصول على أغلبية من الأصوات، تقدم بطلب لحل البرلمان مرةً أخرى مع إرجاء إجراء الانتخابات إلى أجل غير مسمى. وفي البداية وافق باول فون هيندنبورغ على طلبه، ولكن بعد أن قام الجنرال كورت فون شلايخر والجيش بسحب تأييدهم له قام بدلاً من ذلك بإعفاء بابن من منصبه وتعيين شلايخر خلفًا له. ووعد شلايخر بالحصول على أغلبية للحكومة عن طريق التفاوض مع الديمقراطيين الاشتراكيين والاتحادات العمالية والمنشقين عن الحزب النازي الذين كان يتزعمهم جريجور شتراسر. وفي يناير من عام 1933، كان على شلايخر أن يعترف بفشل جهوده ويطلب من هيندنبرج أن يمنحه سلطات طارئة بالإضافة إلى نفس الطلب بإرجاء إجراء الانتخابات الذي عارضه في وقت سابق. واستجاب الرئيس لهذه الطلبات بإعفاء شلايخر من منصبه.

## التعيين في منصب المستشارية

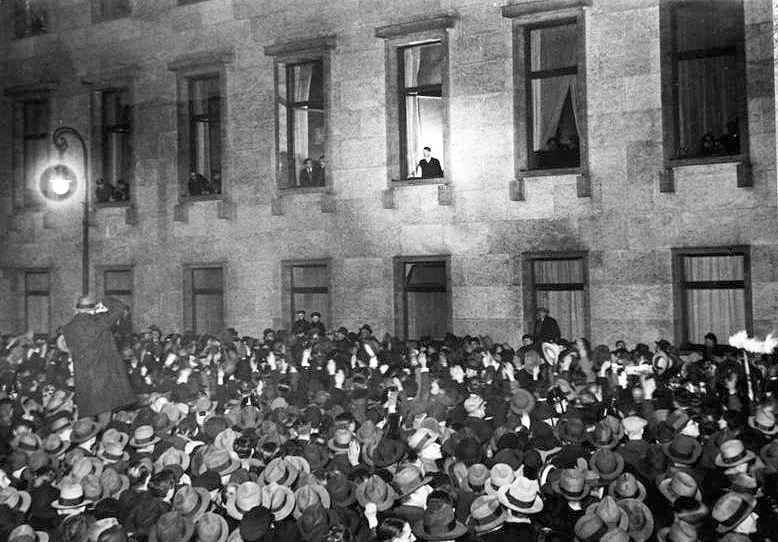
أدولف هتلر وهو يطل من نافذة الرايخستاج في أول يوم كمستشار الرايخ

وفي هذه الأثناء، حاول بابن أن يثأر من شلايشر بالعمل على إسقاط الجنرال عن طريق التخطيط لمكيدة مع حاشية المستشارين غير الرسميين ومع ألفريد هوجنبرج القطب الإعلامي البارز ورئيس حزب الشعب الوطني الألماني. كما اشترك في هذه المكيدة هيلمار شاخت وفريتس تيسن ورجال أعمال آخرون بارزون. وقد قاموا بدعم الحزب النازي ماديًا بعد أن كان على وشك الإفلاس بسبب التكلفة الضخمة لحملته الانتخابية. وكتب رجال الأعمال أيضًا خطابات إلى باول فون هيندنبورغ ليقوموا بحثه فيها على تعيين هتلر رئيسًا للحكومة «مستقلاً عن الانتماء للأحزاب البرلمانية» وهو عمل من الممكن «أن يبهج إلى أقصى الحدود الملايين من المواطنين». وأخيرًا، وافق الرئيس على مضض على تعيين هتلر مستشارًا يرأس حكومة ائتلافية يشكلها حزب العمال الألماني الاشتراكي الوطني وحزب الشعب الوطني الألماني. وعلى الرغم من ذلك، كان عليه أن يعمل في إطار مجلس محافظ للوزراء - أبرز من فيه هو بابن في منصبه الجديد وهو نائب المستشار وهوجنبرج كرئيس للاقتصاد. وكان فيلهلم فريك هو الوزير الآخر الوحيد الذي ينتمي إلى الحزب النازي بالإضافة إلى هتلر الذي تم إعطاؤه حقيبة وزارية - وهي وزارة الداخلية ذات النفوذ الضعيف نسبيًا. (وفي ذلك الوقت، كانت معظم الصلاحيات التي يتم إعطاؤها لوزراء الداخلية في البلاد الأخرى تمنح لوزراء الداخلية في الولايات الألمانية). وفي محاولة للوصول إلى اتفاق يرضي النازين، تم تسمية جورنج وزيرا بلا وزارة. وفي الوقت الذي انتوى فيه بابن أن يجعل من هتلر رئيسًا صوريًا، استطاع النازيون أن يصلوا إلى مناصب رئيسية في الوزارة. وعلى سبيل المثال، كان أحد أجزاء الاتفاق الذي أصبح هتلر بمقتضاه مستشارًا لألمانيا هو أن تتم تسمية جورينج - وزير داخليةبروسيا - وأن يرأس أكبر قوة للشرطة في ألمانيا.[بحاجة لمصدر]
وفي صباح الثلاثين من يناير في عام 1933، أدى هتلر اليمين كمستشار في مراسم وصفها بعض المراقبين في وقت لاحق بأنها موجزة وبسيطة. وألقى هتلر أول خطاب له كمستشار للدولة في العاشر من فبراير. وعرف السعي النازي للوصول إلى السلطة فيما بعد باسم «الاستيلاء على السلطة» (بالألمانية: Machtergreifung). وأنشأ هتلر ما أطلق عليه حرس هتلر الشخصي (بالألمانية: Reichssicherheitsdienst) ؛ وهي قوة أمن تابعة لوحدات النخبة النازية وكانوا الحرس الشخصي لهتلر.[بحاجة لمصدر]

## حريق الرايخستاج وانتخابات مارس
وبعد أن وصل هتلر إلى منصب المستشار، أحبط هتلر كل محاولات خصومه للفوز بأغلبية المقاعد في البرلمان. ونتيجة لعدم وجود أي حزب من الأحزاب يستطيع الفوز بأغلبية مقاعد البرلمان منفردًا، فقد أقنع هتلر الرئيس هندينبرج بحل الرايخستاج مرةً أخرى. وتقرر إجراء الانتخابات في بدايات مارس، ولكن كان الرايخستاج يحترق بالنيران في السابع عشر من فبراير من عام 1933. ولأنه قد تم العثور على هولندي مستقل شيوعي في المبنى، فقد نسب الحريق إلى مخطط شيوعي. وكان رد فعل الحكومة هو إصدار مرسوم حريق الرايخستاج في الثامن والعشرين من فبراير؛ وهو المرسوم الذي حرم الحزب الشيوعي من حقوق أساسية له منها الأمر بالمثول (أمر قضائي بالتحقيق في قانونية سجن شخص معتقل). ووفقًا لأحكام هذا المرسوم، تم قمع الحزب الشيوعي الألماني (KPD) وغيره من الجماعات. وتم اعتقال موظفي ونواب الحزب الشيوعي وموظفيه أو نفيهم أو اغتيالهم.
واستمرت حملة النازيين التي أحسنت استغلال العنف الذي ساد البرلمان وهستيريا معاداة الشيوعية والوسائل التي كانت الحكومة تستخدمها في الدعاية. وفي يوم الانتخابات في السادس من مارس، زادت النسبة التي حصل عليها الحزب النازي (NSDAP) إلى 43.9 ٪ من الأصوات ليحتفظ بأكبر نسبة للتمثيل في البرلمان، ولكن كان فشله في تحقيق أغلبية مطلقة هو ما أفسد عليه الفرحة بنصره الذي تمكن من تحقيقه مما فرض عليه أن يحافظ على الائتلاف الذي شكله مع حزب الشعب الوطني الألماني.

استعراض عسكري لقوات كتيبة العاصفة وهي تمر أمام هتلر.مدينة Nuremberg، شهر نوفمبر من عام 1935.

## «يوم بوتسدام» وقانون التمكين
وفي الحادي والعشرين من شهر مارس، تم إنشاء الرايخستاج الجديد في مراسم افتتاح تمت إقامتها في الموقع العسكري التابع لكنيسة بوتسدام (بالألمانية: Potsdam). وتم التخطيط لإقامة «يوم بوتسدام» بحيث يظهر التصالح والوحدة بين الحركة النازية الثورية و«بروسيا القديمة» ومن فيها من صفوة الشخصيات وما فيها من فضائل. وظهر هتلر في الاحتفال مرتديًا سترة رسمية طويلة مشقوقة الذيل وهو يحيي بتواضع الرئيس كبير السن - هندينبرج.
وبسبب فشل النازيين في الحصول على أغلبية مقاعد البرلمان وحدهم، فقد توجهت حكومة هتلر إلى الرايخستاج الجديد بقانون أطلق عليه اسم قانون التمكين؛ وهو قانون يمنح مجلس الوزراء سلطات تشريعية لمدة أربع سنوات. وبالرغم من أن مشروع القانون الذي تقدم به النازيون لم يكن خطوة غير مسبوقة في تاريخ السياسة الألمانية، فإن القانون الذي تقدموا به كان مختلفًا لأنه يسمح بالانحراف عن الدستور. ولأن الموافقة على مشروع القانون تستلزم الحصول على أغلبية تتمثل في ثلثي عدد أصوات الرايخستاج، فإن الحكومة كانت في حاجة إلى الحصول على تأييد الأحزاب الأخرى. وحسم حزب الوسط - ثالث أكبر حزب ممثل في الرايخستاج - الموقف؛ فقد قرر الحزب تحت زعامة لودفيج كاس أن يقوم بالتصويت في صالح قانون التمكين. واتخذ الحزب هذا القرار في مقابل التعهدات الشفوية التي قدمتها له الحكومة بحصول الكنيسة على الحرية الكاملة، وقيام الولايات الألمانية باتفاقيات مع البابا لتنظيم الشئون الكنسية بالإضافة إلى تأمين الاستمرار لوجود حزب الوسط على الساحة السياسية.
وفي 23 مارس، اجتمع الرايخستاج في مبنى بديل للمبنى المحترق في ظل ظروف مضطربة. وقام بعض أفراد كتيبة العاصفة بدور الحرس في هذا الاجتماع بينما كانت الجموع الغفيرة تصيح خارج المبنى وتردد الشعارات والتهديدات للنواب المتوافدين على المبنى. وأعلن كاس أن حزب الوسط يؤيد مشروع القانون «واضعًا مخاوفه جانبًا» بينما اعترض اوتو فيلز الذي ينتمي للديمقراطيين الاشتراكيين على القانون في الخطاب الذي ألقاه أمام البرلمان المجتمع. وفي نهاية اليوم، صوتت كل الأحزاب عدا الديمقراطيين الاشتراكيين لصالح مشروع القانون. أما الشيوعيين بالإضافة إلى بعض الديمقراطيين الاشتراكيين، فقد تم منعهم من الحضور. وهكذا، قام قانون التمكين بالإضافة إلى مرسوم حريق الرايخستاج بتحويل حكومة هتلر إلى حكومة ديكتاتورية تعمل تحت مظلة القانون.

## التخلص مما تبقى من قيود
وبهذا الاتحاد بين السلطتين التشريعية والتنفيذية، نجحت حكومة هتلر بالقيام بالمزيد من القمع لما تبقى من معارضة سياسية أمامها. وحظر نشاط الحزب الشيوعي الألماني والحزب الديمقراطي الاشتراكي (SPD) بينما أجبرت الأحزاب الأخرى على حل نفسها. وأخيرًا، وفي الرابع عشر من يوليو، أعلن أن الحزب النازي هو الحزب الشرعي الوحيد في ألمانيا. وتم دمج اتحادات العمال مع الاتحادات الفيدرالية للموظفين في منظمة يرأسها الزعيم النازي. كما ألغي الحكم الذاتي التي كانت حكومات الولايات الألمانية تتمتع به.[بحاجة لمصدر]

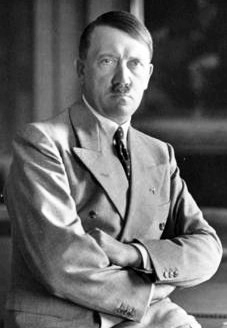
أدولف هتلر عام 1933

واستخدم هتلر كتيبة العاصفة شبه العسكرية في دفع هوجنبرج نحو تقديم استقالته، واستمر في مخططه نحو عزل نائب المستشار - بابن - سياسيًا. ولأن طلبات كتيبة العاصفة للحصول على السلطة السياسية والعسكرية قد تسببت في إحداث الكثير من القلق بين صفوف القادة العسكريين، فقد استغل هتلر المزاعم التي تمت إثارتها عن مخطط قائد كتيبة العاصفة ارنست روم لتطهير الكتيبة من الأعضاء غير المرغوب فيهم خلال الليلة التي أطلق عليها ليلة السكاكين الطويلة. كما تم اغتيال المعارضين غير المتصلين بكتيبة العاصفة؛ خاصةً جريجور شتراسر والمستشار السابق كورت فون شلايشر.
وتوفي الرئيس باول فون هيندنبورغ في الثاني من أغسطس في عام 1934. وبدلاً من إجراء انتخابات رئاسية جديدة، وافق مجلس الوزراء الذي يرأسه هتلر على قانون يهمل سلطة رئيس الدولة، ويضعها في يد هتلر باعتباره فوهررا ومستشارا للرايخ (بالألمانية: Führer und Reichskanzler) (قائد ومستشار).وبصفته رئيسًا للدولة، أصبح هتلر الآن القائد الأعلى للقوات المسلحة. وعندما حان الوقت الذي يؤدي فيه أعضاء القوات البرية والبحرية يمين الولاء التقليدي، تم تغيير اليمين التقليدي ليصبح يمينًا بالولاء الشخصي لهتلر نفسه. وفي استفتاء عام تم إجراؤه في منتصف أغسطس، حظت التصرفات التي قام بها هتلر بموافقة نسبة 84.6% من الناخبين. وانتهكت هذه التصرفات عمليًا كلاً من الدستور وقانون التمكين. وقد تم تعديل الدستور في عام 1932 ليصبح رئيس محكمة العدل العليا رئيسًا للبلاد - وليس المستشار - حتى يتم إجراء الانتخابات الجديدة. وحظر قانون التمكين بصورة خاصة على هتلر القيام بأي تصرفات من شأنها المساس بالسلطة الرئاسية بأي شكل من الأشكال. ومع ذلك، لم يجرؤ أي شخص على الاعتراض على ما يحدث. وبهذه التصرفات، تخلص هتلر من آخر الوسائل الشرعية التي يمكن عن طريقها استبعاده من السلطة قانونيًا، وتخلص معها من أي شكل من أشكال الرقابة أو التوازن التي يمكن فرضها على سلطته.[بحاجة لمصدر]
وفي عام 1938، أجبر هتلر وزير الحرب في حكومته - فيرنر فون بلومبرج - والذي كان وزير الدفاع الأسبق على تقديم استقالته بعد أن ظهرت دلائل على أن زوجة بلومبرج الجديدة لها ماضِ إجرامي. وقبل التخلص من بلومبرج، قام هتلر وعصبته (الزمرة التي أحاطت به) بالتخلص من فريتش الذي تم إتهامه بالمثلية الجنسية (وهو ما ذكره يوهان تولاند في السيرة الذاتية التي كتبها عن هتلر بعنوان Adolf Hitler). واستبدل هتلر وزارة الحرب بما أطلق عليه القيادة العليا للقوات المسلحة (بالألمانية: Oberkommando der Wehrmacht) أو (OKW)، والتي كان الجنرال فيلهلم كايتل رئيسًا لها. والأهم من ذلك كله، أعلن هتلر توليه بنفسه قيادة القوات المسلحة. واستولى هتلر لنفسه على وظيفة بلومبرج السابقة الأخرى وهي قائد القوات المسلحة. وقد كان بالفعل قائدًا أعلى لها بموجب سلطاته كرئيس. وفي اليوم التالي، أعلنت الصحف «أقوى تركيز للسلطات في يد الفوهرر!» وفي الواقع، كان هتلر بذلك قد تمكن من جعل آخر المجموعات التي كانت لا تزال تحتفظ بشيء من القوة التي تمكنها من الإطاحة به على الحياد[بحاجة لمصدر].

## انظر ايضا
- الاستفتاء الألماني 1934